# Касіма (стадіон)
Футбольний стадіон «Касіма» (яп. カシマサッカースタジアム, Kashima Sakkā Sutajiamu) — футбольний стадіон у місті Касіма, префектура Ібаракі, в Японії. Є домашньою ареною клубу Джей-ліги «Касіма Антлерс». Вміщує 40 728 глядачів.
Стадіон був відкритий в 1993 році і приймав матчі чемпіонату світу з футболу 2002 року. Згодом на ньому пройшов і футбольний турнір в рамках Олімпійських ігор 2020 року.

## Історія
В 1991 році було прийнято рішення про будівництво нового стадіону і в березні 1993 року будівельні роботи були завершені. На той час він мав близько 15 000 місць і був першим стадіоном в Японії, побудованим виключно для футболу. Перша гра на арені відбулася 4 травня 1993 року і в ній взяли участь «Касіма Антлерс» і «Флуміненсе» з Бразилії.
Стадіон був розширений до чемпіонату світу з футболу 2002 року. У травні 2001 року оновлення арени було завершене і її місткість зросла до 42 300 глядачів. Під час чемпіонату світу на стадіоні відбулися три матчі групового етапу.

## Чемпіонат світу з футболу 2002 року
Стадіон був одним із майданчиків проведення чемпіонату світу з футболу 2002 року і прийняв наступні матчі:
| Дата          | Час (JST) | Команда 1 | Результат | Команда 2 | Раунд   | Глядачів |
| ------------- | --------- | --------- | --------- | --------- | ------- | -------- |
| 2 червня 2002 | 14.30     | Аргентина | 1–0       | Нігерія   | Група F | 34,050   |
| 5 червня 2002 | 20.30     | Німеччина | 1–1       | Ірландія  | Група E | 35,854   |
| 8 червня 2002 | 18.00     | Італія    | 1–2       | Хорватія  | Група G | 36,472   |

## Галерея

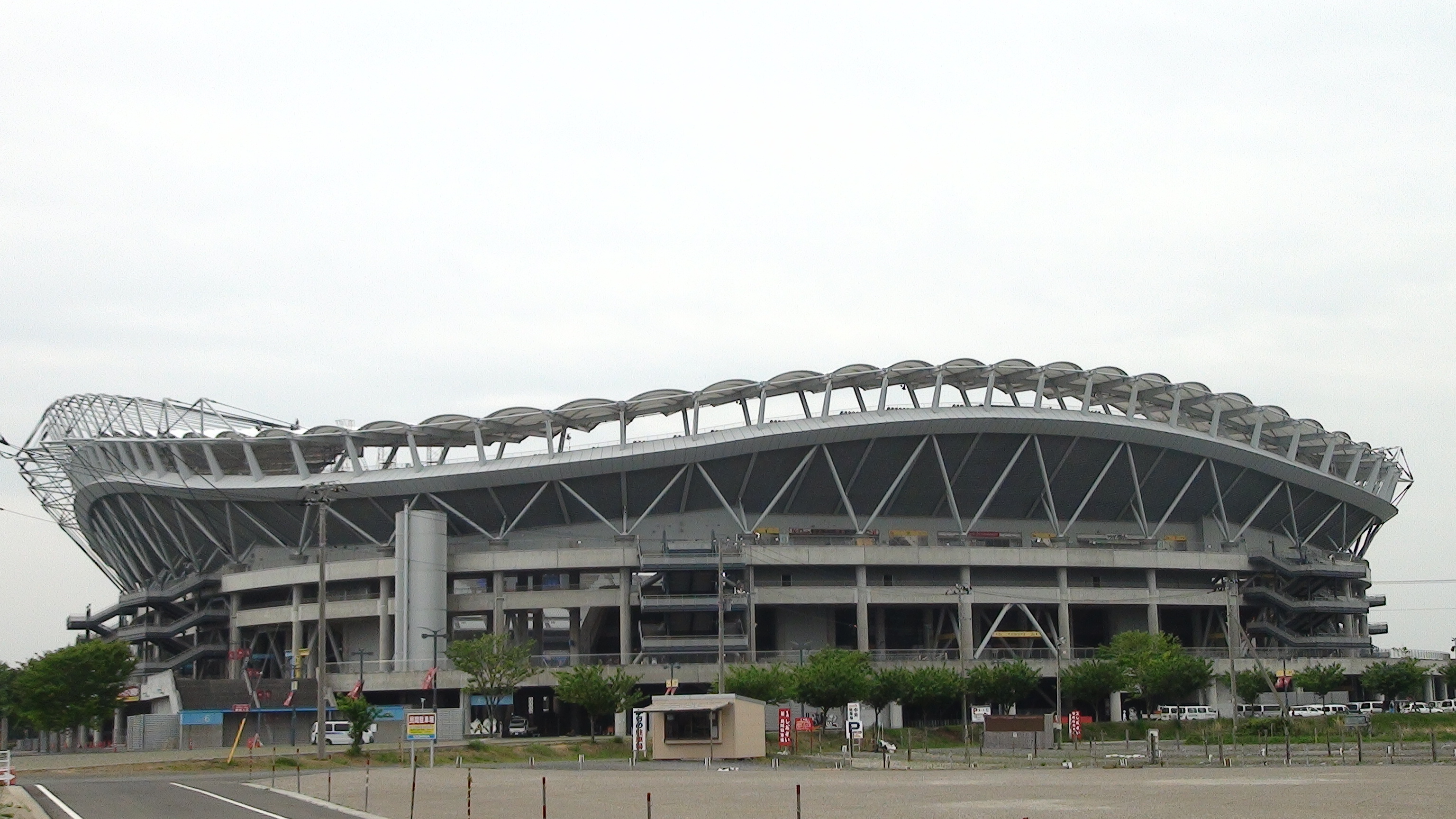
Зовнішній вигляд стадіону
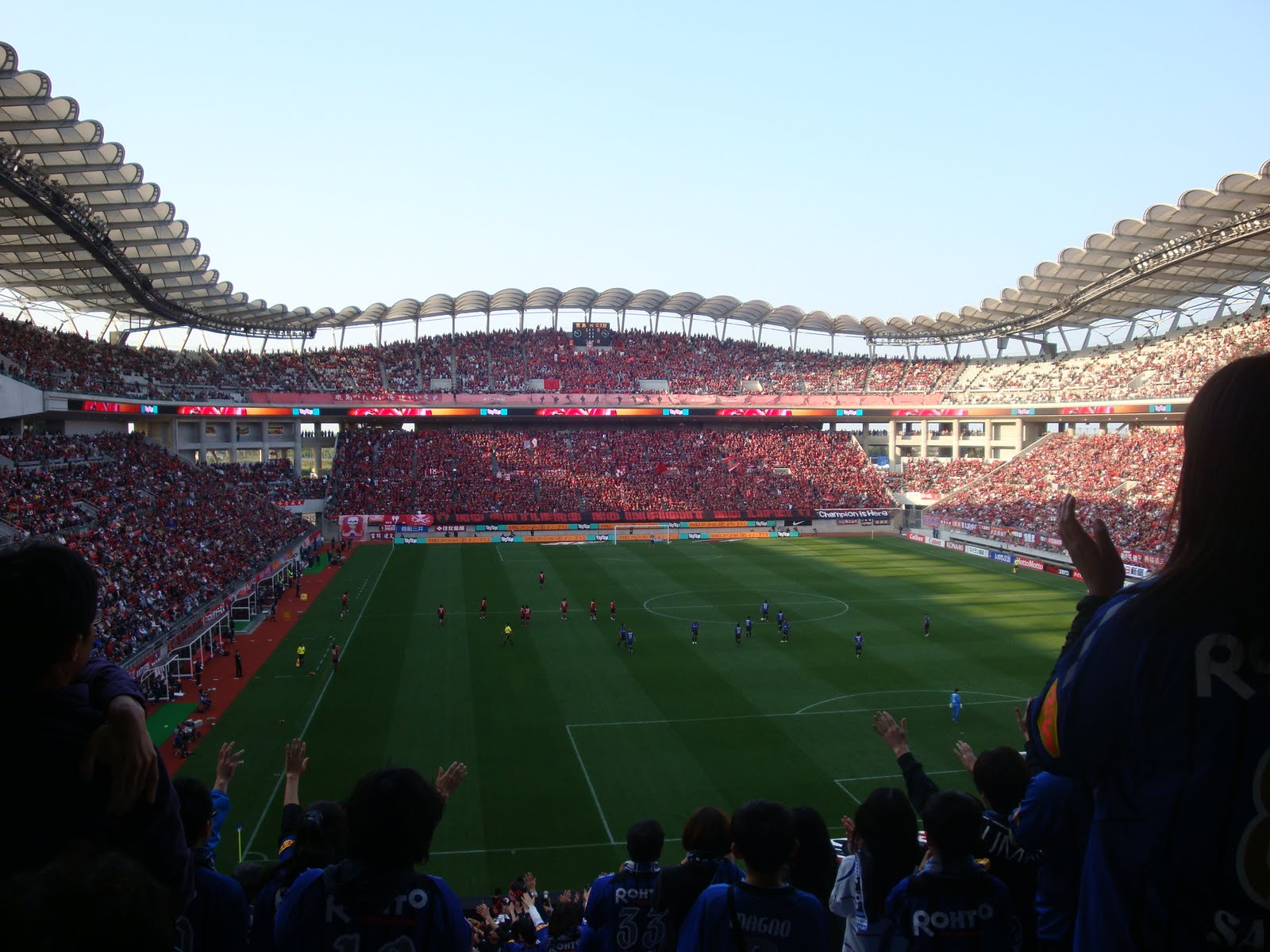
Вид з трибуни
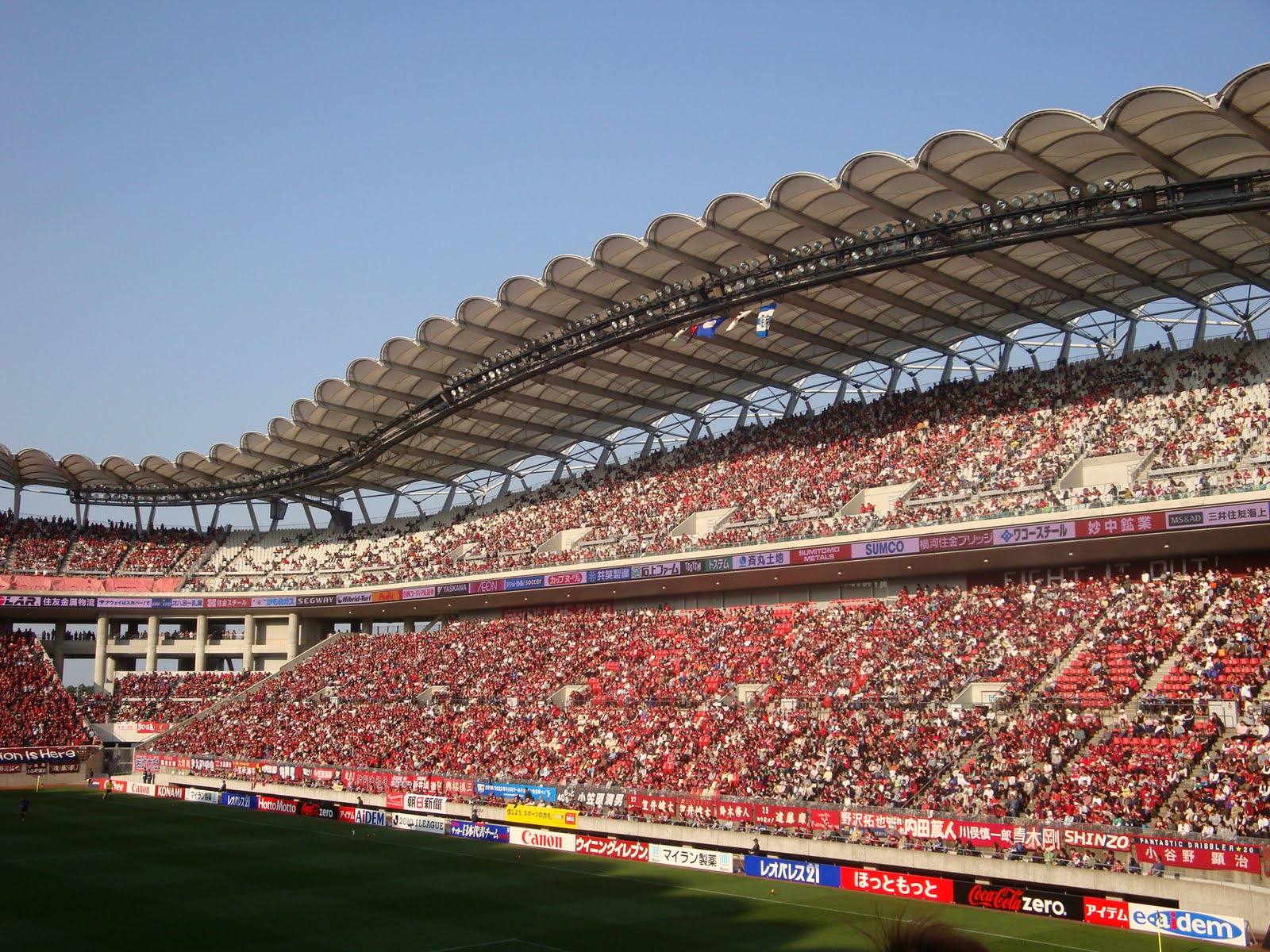
Внутрішній вигляд
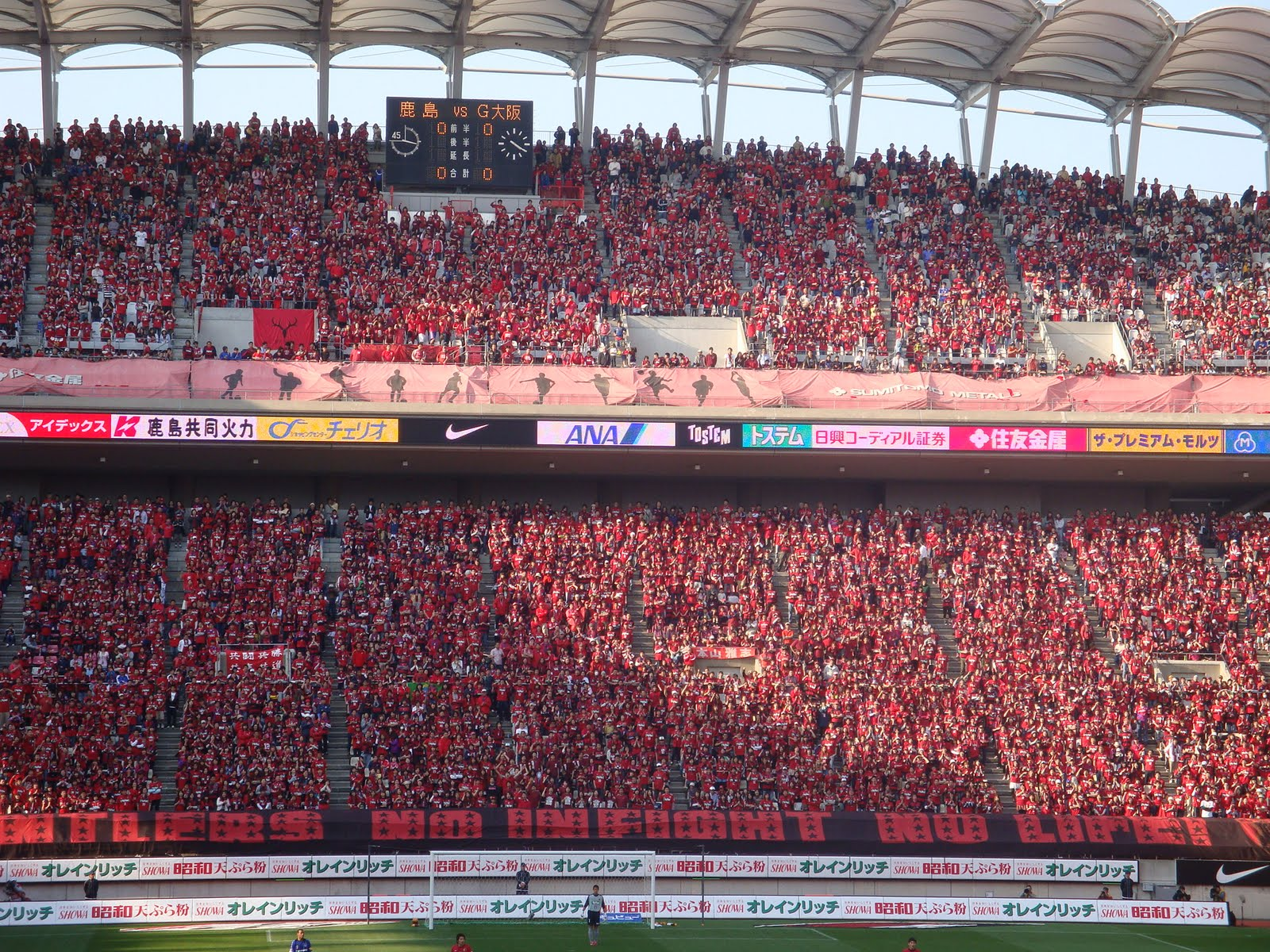
Вид на трибуну
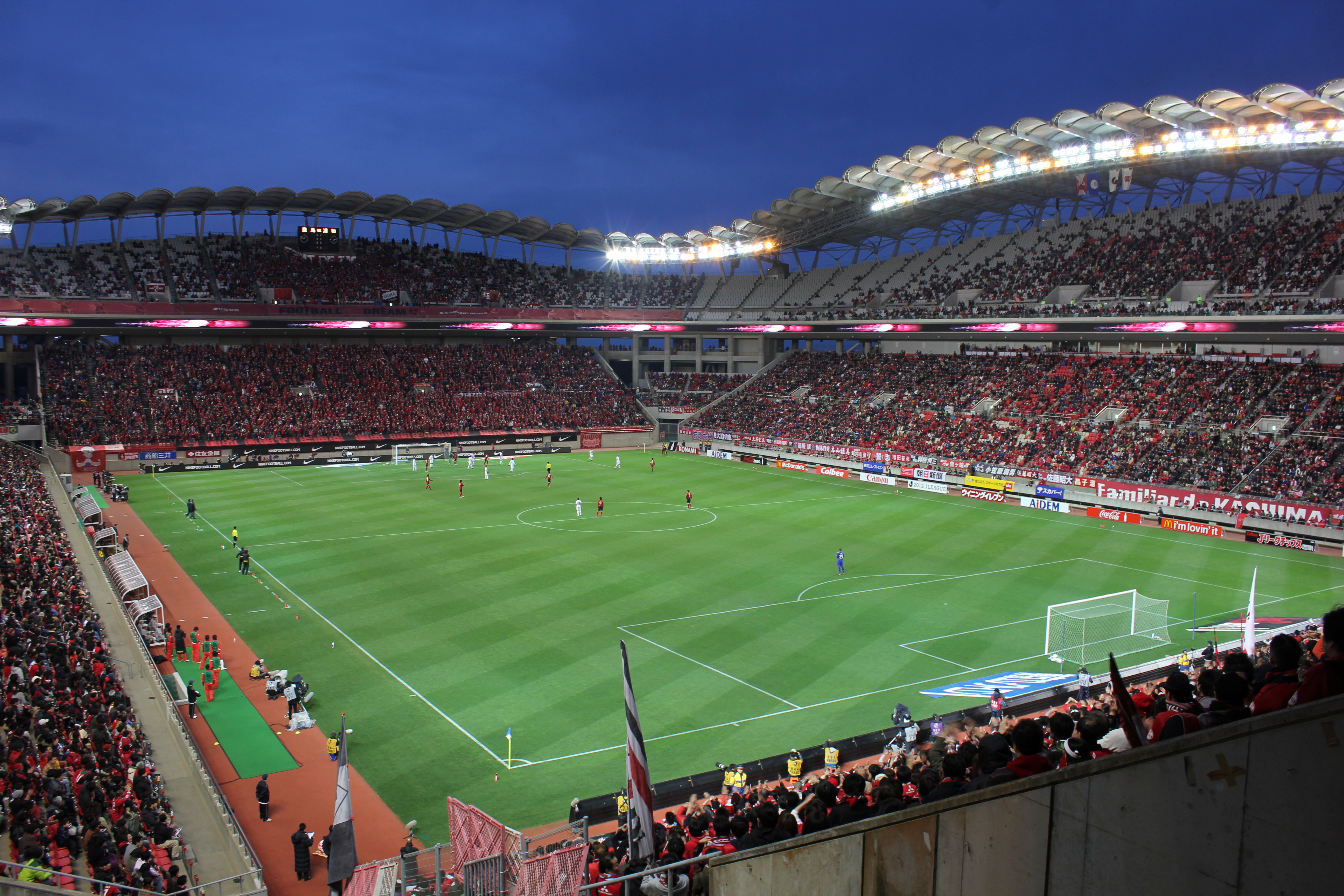
Матч на стадіоні
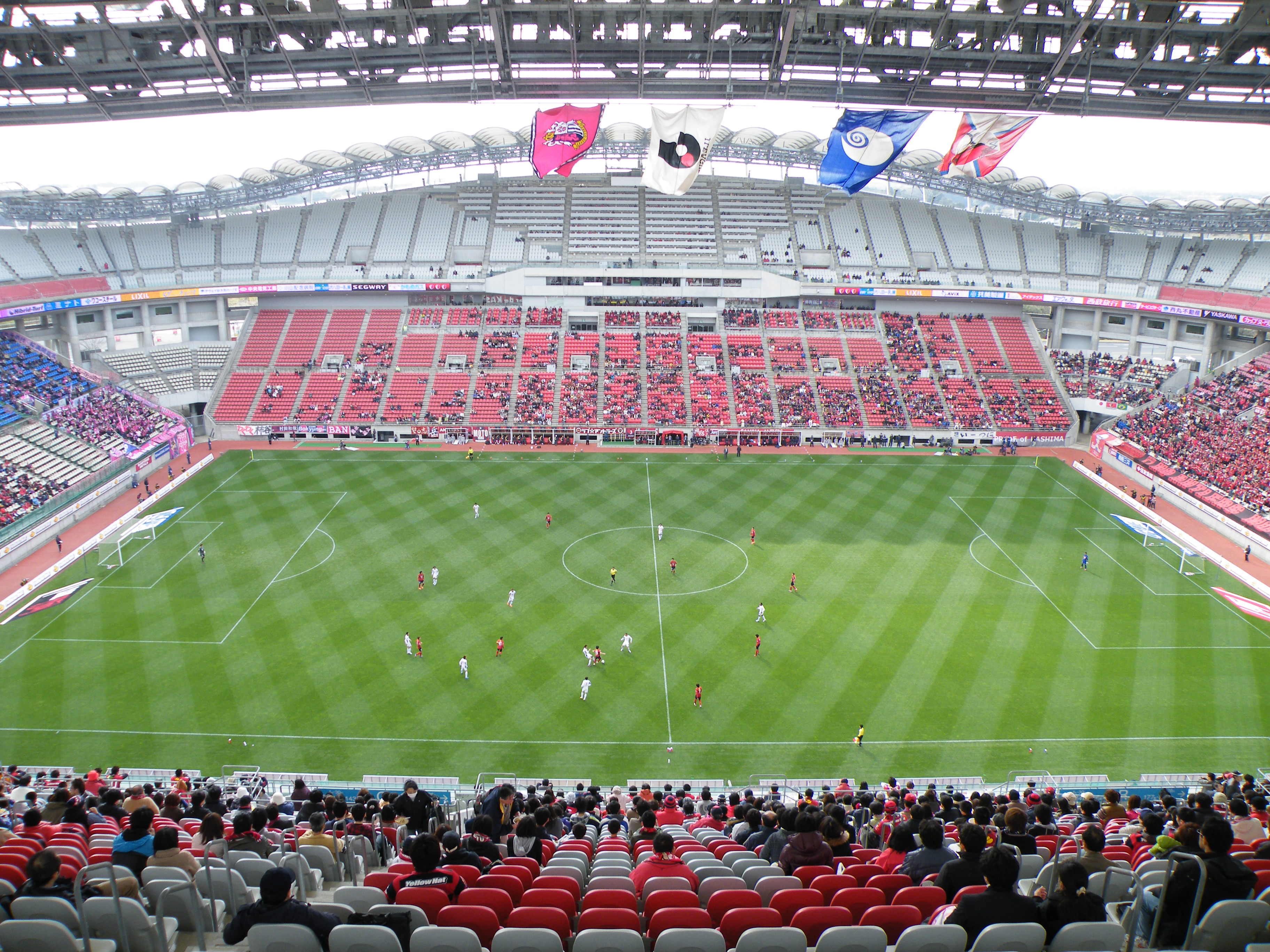
Панорама стадіону